# Liste der Stolpersteine im Kölner Stadtteil Humboldt/Gremberg
Die Liste der Stolpersteine im Kölner Stadtteil Humboldt/Gremberg führt die vom Künstler Gunter Demnig verlegten Stolpersteine im Kölner Stadtteil Humboldt/Gremberg auf.
Die Liste der Stolpersteine beruht auf den Daten und Recherchen des NS-Dokumentationszentrums der Stadt Köln, zum Teil ergänzt um Informationen und Anmerkungen aus Wikipedia-Artikeln und externen Quellen. Ziel des Kunstprojektes ist es, biografische Details zu den Personen, die ihren (letzten) freiwillig gewählten Wohnsitz in Köln hatten, zu dokumentieren, um damit ihr Andenken zu bewahren.
Anmerkung: Vielfach ist es jedoch nicht mehr möglich, eine lückenlose Darstellung ihres Lebens und ihres Leidensweges nachzuvollziehen. Insbesondere die Umstände ihres Todes können vielfach nicht mehr recherchiert werden. Offizielle Todesfallanzeigen aus den Ghettos, Haft-, Krankenanstalten sowie den Konzentrationslagern können oft Angaben enthalten, die die wahren Umstände des Todes verschleiern, werden aber unter der Beachtung dieses Umstandes mitdokumentiert.
| Bild                                              | Name sowie Details zur Inschrift | Adresse                       | Zusätzliche Informationen |
| ------------------------------------------------- | --- | ----------------------------- | --- |
| Stolperstein für Jakob Esper (Gremberger Str. 87) | Hier wohnte Jakob Esper (Jahrgang 1895) Mehrfach Verhaftet Eingewiesen 1939 Heilanstalt Düren ′Verlegt′ 8. April 1940 Brandenburg Ermordet 8. April 1940 Aktion T4 | Gremberger Str. 87 (Standort) | Der am 21. Oktober 2015 verlegte Stolperstein erinnert an Jakob Esper, geboren am 16. November 1895. Der Fabrikarbeiter Jakob Esper verlor mit 19 Jahren bei einem Unfall bei Felten & Guilleaume seinen rechten Arm. Nach mehreren Monaten in einer Kölner Klinik eröffnete er im Kölner Hauptbahnhof einen Verkaufsstand. Unter anderem wegen Verstößen gegen das Ladenschlussgesetz wurde sein Verkaufstand geschlossen. Daraufhin verdingte er sich als Hausierer und wurde straffällig unter anderem wegen Haussierens ohne Gewerbeschein, Bettelei und Diebstahls. Jakob Esper verbrachte sechs Jahre im Gefängnis und wurde Zwangsuntergebracht in der Arbeitsanstalt Brauweiler. Am 10. Mai 1939 soll Jakob Esper gegenüber zwei Zivilpolizisten in einer Kneipe gesagt haben: „Er habe schon zweimal im Konzertlager [Konzentrationslager] gesessen und habe die Nase voll. Adolf Hitler sorge nicht für die kleinen Leute, sondern nur für die Großen […]. Die besten und fähigsten Beamten hätte man nach der Machtübernahme zum Teufel gejagt, während jetzt nur Idioten regierten.“ Jakob Esper wird wegen Verstoß gegen das Heimtückegesetz verurteilt und wird in die Heil- und Pflegeanstalt Düren eingewiesen. Im März 1940 wird er in einem Sammeltransport nach Waldheim in Sachsen verlegt. Am 8. April 1940 wird er Opfer der Euthanasie und wegen Bagatelldelikten vergast. |

## Quelle
- NS-Dokumentationszentrum - Stolpersteine | Erinnerungsmale für die Opfer des Nationalsozialismus (Stadtteilliste Humboldt/Gremberg)